# 西本美恵子
西本 美恵子（にしもと みえこ、1978年9月8日 - ）は、日本のタレント、リポーター。熊本県出身。熊本県立天草高等学校、熊本学園大学卒業。福岡県 のテレビ、ラジオを中心に活動。血液型は、B型。ニックネームは、みぃこ。
2011年末のアサデス。九州山口のエンディングで、ジェイコム福岡の情報番組Hometown福岡で共演していたローカルタレントHARUと結婚したことを公表。

## 現在の出演番組

### テレビ
- アサデス。7（九州朝日放送）
- 週刊よかタイムス（TVQ九州放送）
- 原口・はなわの踊る!すまいる大御殿（RKB毎日放送）
- まちトク(J:COM福岡)

### CM
- 社団法人福岡県指定自動車学校協会

### 過去に出演していた番組
- ゴックン食べある記（九州朝日放送）
- 夜はこれから!BOO3（九州朝日放送ラジオ）
- もっと、アイシテ!（TVQ九州放送）
- ベロベロバー （九州朝日放送ラジオ）
- 奥様オリコミ情報（ TVQ九州放送）
- あっは研究室（ TVQ九州放送 ）
- 情報Qスタイル（ TVQ九州放送 ）
- 激　PUSH!（ TVQ九州放送 ）
- P　パラダイス（ RKB毎日放送 ）
- Hometown福岡（J:COM福岡 ）
- SPISY LIFE(天神エフエム)
- アサデス。九州山口（九州朝日放送）